# Ann Wilson (lekkoatletka)
Ann Shirley Wilson, po mężu Simmonds (ur. 29 września 1959 w Rochford) – brytyjska lekkoatletka, wieloboistka, czterokrotna  medalistka igrzysk Brytyjskiej Wspólnoty Narodów, dwukrotna olimpijka.

## Kariera sportowa
Na igrzyskach Brytyjskiej Wspólnoty Narodów reprezentowała Anglię, a na pozostałych dużych imprezach międzynarodowych Wielką Brytanię.
Była wszechstronną lekkoatletką. Startowała głównie w pięcioboju, ale z powodzeniem występowała również w biegach płotkarskich, skoku w dal i skoku wzwyż.
W wieku 16 lat wystąpiła w reprezentacji Anglii w trzech konkurencjach na igrzyskach Imperium Brytyjskiego i Wspólnoty Brytyjskiej 1966 w Kingston, zajmując 6. miejsce w biegu na 80 metrów przez płotki, 7. miejsce w skoku wzwyż i 9. miejsce w skoku w dal. Na mistrzostwach Europy w 1966 w Budapeszcie reprezentowała Wielką Brytanię. Zajęła 9. miejsce w pięcioboju. Zajęła 13. miejsce w skoku w dal, 16. miejsce w pięcioboju oraz odpadła w eliminacjach biegu na 80 metrów przez płotki na igrzyskach olimpijskich w 1968 w Meksyku. Zajęła 8. miejsce w skoku w dal na halowych mistrzostwach Europy w 1970 w Wiedniu, a na halowych mistrzostwach Europy w 1972 w Grenoble odpadła w półfinale biegu na 50 metrów przez płotki.
Zdobyła trzy srebrne medale na igrzyskach Brytyjskiej Wspólnoty Narodów w 1970 w Edynburgu: w skoku wzwyż (za Debbie Brill z Kanady, a przed Moirą Walls ze Szkocji), w skoku w dal (za swą koleżanką z reprezentacji Anglii Sheilą Sherwood, a przed Joan Hendry z Kanady) i w pięcioboju (za Mary Peters z Irlandii Północnej, a przed Jenny Meldrum z Kanady). Zajęła 13. miejsce w pięcioboju i odpadła w eliminacjach biegu na 100 metrów przez płotki na igrzyskach olimpijskich w 1972 w Monachium. Na igrzyskach Brytyjskiej Wspólnoty Narodów w 1974 w Christchurch zdobyła brązowy medal w pięcioboju (za Mary Peters i Modupe Oshikoyą z Nigerii), a także zajęła 7. miejsce w skoku wzwyż, 12. miejsce w skoku w dal i odpadła w półfinale biegu na 100 metrów przez płotki. Zajęła 13. miejsce w pięcioboju na mistrzostwach Europy w 1974 w Rzymie.
Wilson była mistrzynią Wielkiej Brytanii (WAAA) w pięcioboju w 1972 i 1974, wicemistrzynią w skoku w dal 1 1967, 1970 i 1974 oraz w pięcioboju w 1975, a także brązową medalistką w skoku w dal w 1968. W hali była mistrzynią w biegu na 60 metrów przez płotki w 1971 i 1972, w skoku wzwyż w 1971 i 1974 oraz w skoku w dal w 1970, wicemistrzynią w skoku w dal w 1972 i 1973, a także brązową medalistką w biegu na 60 metrów przez płotki w 1974 i w skoku w dal w 1967.

## Rekordy życiowe
Rekordy życiowe Ann Wilson:
- bieg na 100 metrów przez płotki – 13,53 s (4 września 1972, Monachium)
- skok wzwyż – 1,77 m (6 kwietnia 1973, Pretoria)
- skok w dal – 6,55 m (22 lipca 1970, Edynburg)
- pięciobój – 5037 pkt (22 lipca 1970, Edynburg)